# Tapinoma minimum
Tapinoma minimum es una especie de hormiga del género Tapinoma, subfamilia Dolichoderinae. Fue descrita científicamente por Mayr en 1895.
Se distribuye por Sudáfrica, Tanzania y Tonga. El obrero mide 1,2-1,4 milímetros de longitud, color amarillo rojizo y patas de un amarillo pálido.

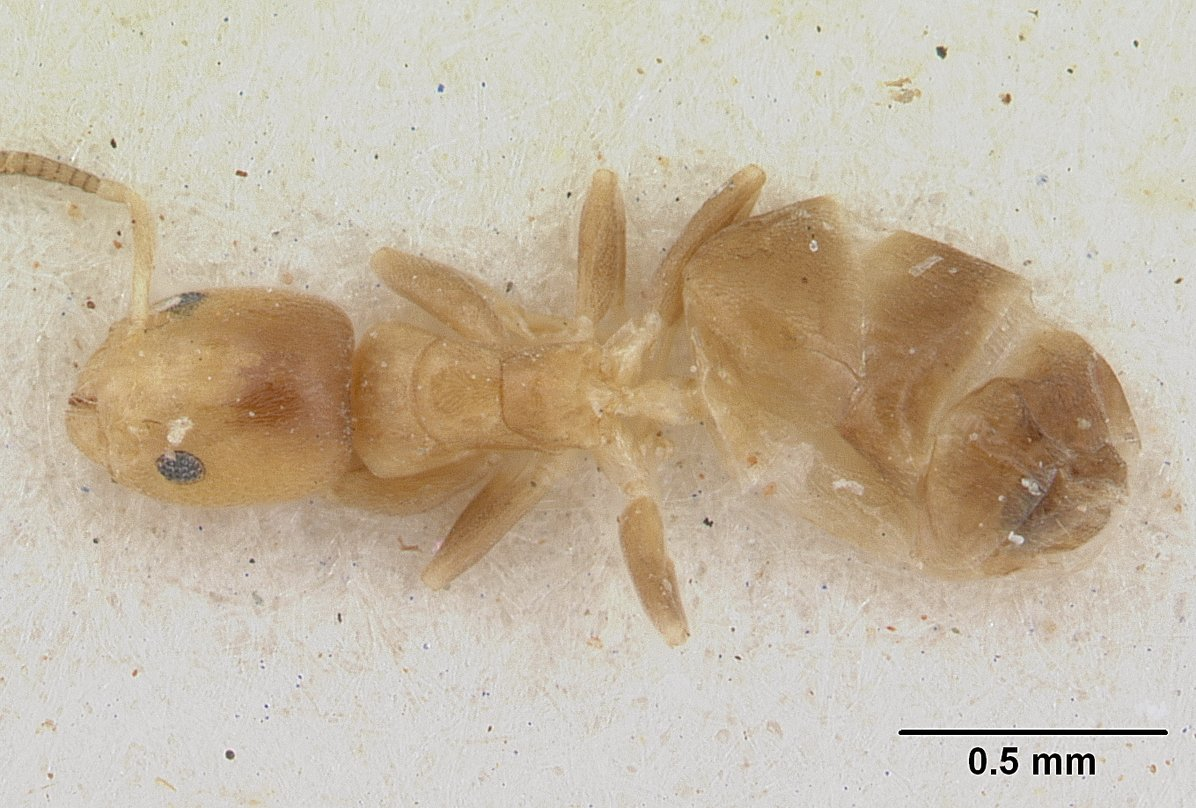
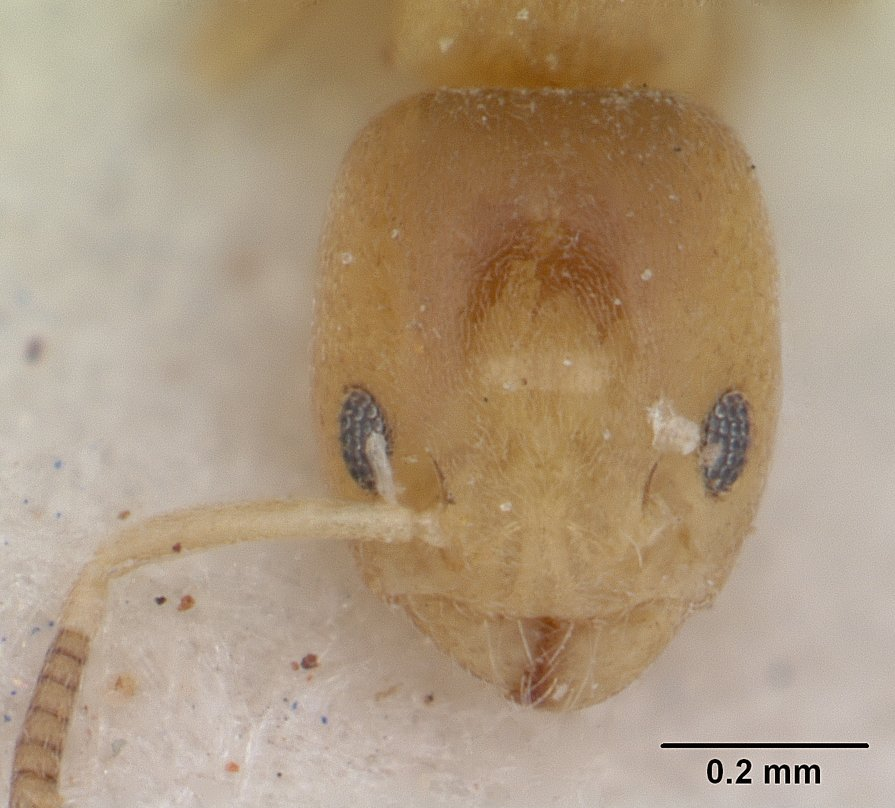